# Tian Zhuangzhuang
Tian Zhuangzhuang (en xinès tradicional: 田壯壯; en xinès simplificat: 田壮壮; en pinyin: Tián Zhuàngzhuàng) (Pequín, 1952) és un productor i director de cinema de la Xina.
Tian Zhuangzhuang és fill de Tian Fang, un actor famós a la Xina durant els anys 1930, més tard convertit en director de l'Estudi Cinematogràfic de Pequín i de Yu Lan, actriu que més tard dirigiria l'Estudi Cinematogràfic Infantil. Tian va començar com a fotògraf i documentalista en el Beijing Agricultural Film Studio. Es va graduar en l'Acadèmia de Cinema de Pequín en 1982 al costat d'altres directors de la Cinquena generació com Chen Kaige o Zhang Yimou. Va rebre un Premi Príncep Claus en 1998.

## Filmografia
- Hong xiang, The Red Elephant (1982)
- Lie chang zha sha, September (1984)
- Lie chang zha sha, On the Hunting Ground (1984)
- El lladre de Caballs (Dao ma zei, 1986)
- Gushu Yiren, The Street Players (1987)
- Yaogun Qingnian, Rock 'n' Roll Kids (1988)
- Te bie shou shu shi, Unforgettable Life (1988)
- Da taijian Li Lianying, Li Lianying: The Imperial Eunuch (1991)
- Estel blau (Lan feng zheng, 1993)[1]
- Primavera en un lloc petit (Xiao cheng zhi chun 2002)
- Cha ma gu dao xi lie, Delamu (2004)
- Wu Qingyuan, The Go Master (2006)